# A Szeretünk Raymond epizódjainak listája
Ez a cikk a Szeretünk Raymond című sorozat epizódjait listázza.

## Évados áttekintés
| Évad | Évad | Epizódok | Eredeti sugárzás     | Eredeti sugárzás | Eredeti adó |
| Évad | Évad | Epizódok | Évadpremier          | Évadfinálé       | Eredeti adó |
| ---- | ---- | -------- | -------------------- | ---------------- | ----------- |
|      | 1    | 22       | 1996. szeptember 13. | 1997. április 7. | CBS         |
|      | 2    | 25       | 1997. szeptember 22. | 1998. május 18.  | CBS         |
|      | 3    | 26       | 1998. szeptember 21. | 1999. május 24.  | CBS         |
|      | 4    | 24       | 1999. szeptember 20. | 2000. május 22.  | CBS         |
|      | 5    | 25       | 2000. október 2.     | 2001. május 21.  | CBS         |
|      | 6    | 24       | 2001. szeptember 24. | 2002. május 20.  | CBS         |
|      | 7    | 25       | 2002. szeptember 23. | 2003. május 19.  | CBS         |
|      | 8    | 23       | 2003. szeptember 22. | 2004. május 24.  | CBS         |
|      | 9    | 16       | 2004. szeptember 20. | 2005. május 16.  | CBS         |

## 1. évad (1996-1997)
| Sor. | Év. | Cím                                          | Rendező           | Író                                                                                    | Premier              | Nézettség    |
| ---- | --- | -------------------------------------------- | ----------------- | -------------------------------------------------------------------------------------- | -------------------- | ------------ |
| 1.   | 1.  | Bevezető epizód (Pilot)                      | Michael Lembeck   | Philip Rosenthal                                                                       | 1996. szeptember 13. | 8,80 millió  |
| 2.   | 2.  | Szeretlek (I Love You)                       | Paul Lazarus      | Philip Rosenthal                                                                       | 1996. szeptember 20. | 9,90 millió  |
| 3.   | 3.  | Bárcsak Gus lennék (I Wish I Were Gus)       | Paul Lazarus      | Kathy Ann Stumpe                                                                       | 1996. szeptember 27. | 8,90 millió  |
| 4.   | 4.  | Okos enged (Standard Deviation)              | Jeff Meyer        | Steve Skrovan                                                                          | 1996. október 4.     | 9,30 millió  |
| 5.   | 5.  | Mindent a szemnek (Look, Don't Touch)        | Jeff Meyer        | Lew Schneider                                                                          | 1996. október 11.    | 9,50 millió  |
| 6.   | 6.  | Frank, az író (Frank, the Writer)            | Paul Lazarus      | Tucker Cawley                                                                          | 1996. október 18.    | 8,80 millió  |
| 7.   | 7.  | Hozzád, vagy hozzám? (Your Place or Mine?)   | Howard Storm      | Jeremy Stevens                                                                         | 1996. október 28.    | 12,80 millió |
| 8.   | 8.  | A rokonok (In-Laws)                          | Alan Kirschenbaum | Philip Rosenthal                                                                       | 1996. november 1.    | 10,20 millió |
| 9.   | 9.  | A büszkeség ára (Win, Lose or Draw)          | Alan Kirschenbaum | Történet: Stephen Nathan és Kathy Ann Stumpe Tévéjáték: Kathy Ann Stumpe               | 1996. november 8.    | 9,80 millió  |
| 10.  | 10. | Pulykát vagy halat (Turkey or Fish)          | Michael Lembeck   | Tucker Cawley                                                                          | 1996. november 22.   | 9,00 millió  |
| 11.  | 11. | Nemo kapitány (Captain Nemo)                 | Michael Lembeck   | Lew Schneider & Steve Skrovan                                                          | 1996. december 13.   | 7,10 millió  |
| 12.  | 12. | A baseball labda (The Ball)                  | Jeff Meyer        | Bruce Kirschbaum                                                                       | 1996. december 20.   | 8,30 millió  |
| 13.  | 13. | Debra ágynak esik (Debra's Sick)             | Michael Lembeck   | Stephen Nathan                                                                         | 1997. január 3.      | 9,62 millió  |
| 14.  | 14. | Ki a legszebb a vidéken? (Who's Handsome?)   | Howard Storm      | Carol Gary                                                                             | 1997. január 17.     | 9,44 millió  |
| 15.  | 15. | Az autó (The Car)                            | Howard Storm      | Lew Schneider                                                                          | 1997. január 31.     | 10,11 millió |
| 16.  | 16. | Hamis a csillogás (Diamonds)                 | Michael Lembeck   | Kathy Ann Stumpe                                                                       | 1997. február 7.     | 10,02 millió |
| 17.  | 17. | Társasjáték (The Game)                       | Jeff Meyer        | Tucker Cawley                                                                          | 1997. február 21.    | 9,30 millió  |
| 18.  | 18. | Öröklött pesszimizmus (Recovering Pessimist) | Jeff Meyer        | Steve Skrovan                                                                          | 1997. február 28.    | 8,96 millió  |
| 19.  | 19. | Kutyavilág (The Dog)                         | Rod Daniel        | Bruce Kirschbaum                                                                       | 1997. március 3.     | 17,17 millió |
| 20.  | 20. | Szomszédok (Neighbors)                       | Jeff Meyer        | Jeremy Stevens                                                                         | 1997. március 10.    | 14,69 millió |
| 21.  | 21. | Debra a káprázatos (Fascinatin' Debra)       | Jeff Meyer        | Történet: Kathy Ann Stumpe és Lew Schneider Tévéjáték: Jeremy Stevens és Tucker Cawley | 1997. március 17.    | 13,75 millió |
| 22.  | 22. | Mit keresünk itt? (Why Are We Here?)         | Jeff Meyer        | Ray Romano és Tom Paris                                                                | 1997. április 7.     | 14,33 millió |

## 2. évad (1997-1998)
| Sor. | Év. | Cím                                            | Rendező          | Író                                                             | Premier              | Nézettség    |
| ---- | --- | ---------------------------------------------- | ---------------- | --------------------------------------------------------------- | -------------------- | ------------ |
| 23.  | 1.  | Ray a tévében (Ray's on TV)                    | Michael Lessac   | Tucker Cawley                                                   | 1997. szeptember 22. | 12,64 millió |
| 24.  | 2.  | Tudatlan apa (Father Knows Least)              | Michael Lessac   | Lew Schneider                                                   | 1997. szeptember 29. | 15,30 millió |
| 25.  | 3.  | Tesó (Brother)                                 | Michael Lessac   | Jeremy Stevens                                                  | 1997. október 6.     | 13,12 millió |
| 26.  | 4.  | Mozart (Mozart)                                | Ellen Gittelsohn | Philip Rosenthal                                                | 1997. október 13.    | 14,10 millió |
| 27.  | 5.  | Golf (Golf)                                    | Ellen Gittelsohn | Ray Romano & Tom Caltabiano és Kevin James                      | 1997. október 20.    | 14,13 millió |
| 28.  | 6.  | Évforduló (Anniversary)                        | Ellen Gittelsohn | Kathy Ann Stumpe                                                | 1997. október 27.    | 14,62 millió |
| 29.  | 7.  | Munka, tengernyi munka (Working Late Again)    | Will Mackenzie   | Ellen Sandler és Cindy Chupack                                  | 1997. november 3.    | 14,68 millió |
| 30.  | 8.  | Mesekönyv (The Children's Book)                | Will Mackenzie   | Steve Skrovan                                                   | 1997. november 10.   | 14,50 millió |
| 31.  | 9.  | Az ajándék (The Gift)                          | Will Mackenzie   | Ellen Sandler és Cindy Chupack                                  | 1997. november 17.   | 13,97 millió |
| 32.  | 10. | Gimi (High School)                             | Gary Halvorson   | Lew Schneider                                                   | 1997. november 24.   | 14,31 millió |
| 33.  | 11. | A levél (The Letter)                           | Gary Halvorson   | Kathy Ann Stumpe                                                | 1997. december 8.    | 13,23 millió |
| 34.  | 12. | Karácsonyi kívánság (All I Want for Christmas) | Jeff Meyer       | Steve Skrovan                                                   | 1997. december 15.   | 11,28 millió |
| 35.  | 13. | Polgárháború (Civil War)                       | Gary Halvorson   | Tucker Cawley                                                   | 1998. január 5.      | 14,91 millió |
| 36.  | 14. | Mia Famiglia (Mia Famiglia)                    | Brian K. Roberts | Ellen Sandler és Cindy Chupack                                  | 1998. január 12.     | 15,20 millió |
| 37.  | 15. | Marie húsgolyói (Marie's Meatballs)            | Brian K. Roberts | Susan Van Allen                                                 | 1998. január 19.     | 13,68 millió |
| 38.  | 16. | A csekk-könyv (The Checkbook)                  | John Fortenberry | Tom Caltabiano                                                  | 1998. február 2.     | 14,02 millió |
| 39.  | 17. | A járőrözés (The Ride-Along)                   | John Fortenberry | Jeremy Stevens                                                  | 1998. február 23.    | 14,54 millió |
| 40.  | 18. | A hitvesi ágy (The Family Bed)                 | Steve Zuckerman  | Steve Skrovan                                                   | 1998. március 2.     | 15,05 millió |
| 41.  | 19. | Jó kislányok (Good Girls)                      | Joyce Gittlin    | Tucker Cawley                                                   | 1998. március 9.     | 15,54 millió |
| 42.  | 20. | Az uzsonna (T-Ball)                            | Jeff Melman      | Lew Schneider                                                   | 1998. április 6.     | 13,56 millió |
| 43.  | 21. | KRESZ-iskola (Traffic School)                  | John Fortenberry | Kathy Ann Stumpe                                                | 1998. április 20.    | 11,69 millió |
| 44.  | 22. | Ray összemegy (Six Feet Under)                 | Jeff Melman      | Cindy Chupack & Steve Skrovan és Tom Caltabiano                 | 1998. április 27.    | 13,03 millió |
| 45.  | 23. | A kiárusítás (The Garage Sale)                 | Jeff Melman      | Ellen Sandler & Jeremy Stevens & Lew Schneider és Tucker Cawley | 1998. május 4.       | 11,74 millió |
| 46.  | 24. | Az esküvő 1. rész (The Wedding: Part 1)        | Jeff Melman      | Ray Romano és Philip Rosenthal                                  | 1998. május 11.      | 12,62 millió |
| 47.  | 25. | Az esküvő 2. rész (The Wedding: Part 2)        | Jeff Melman      | Ray Romano és Philip Rosenthal                                  | 1998. május 18.      | 11,87 millió |

## 3. évad (1998-1999)
| Sor. | Év. | Cím                                       | Rendező          | Író                                          | Premier              | Nézettség    |
| ---- | --- | ----------------------------------------- | ---------------- | -------------------------------------------- | -------------------- | ------------ |
| 48.  | 1.  | Az invázió (The Invasion)                 | Will Mackenzie   | Ellen Sandler                                | 1998. szeptember 21. | 14,83 millió |
| 49.  | 2.  | Frank vezet (Driving Frank)               | Will Mackenzie   | Cindy Chupack                                | 1998. szeptember 28. | 14,07 millió |
| 50.  | 3.  | A bébiszitter (The Sitter)                | Will Mackenzie   | Lew Schneider                                | 1998. október 5.     | 14,13 millió |
| 51.  | 4.  | A bosszú (Getting Even)                   | Steve Zuckerman  | Steve Skrovan                                | 1998. október 12.    | 14,37 millió |
| 52.  | 5.  | A revans (The Visit)                      | Richard Marion   | Susan Van Allen                              | 1998. október 19.    | 14,56 millió |
| 53.  | 6.  | Halloweeni meglepetés (Halloween Candy)   | Steve Zuckerman  | Steve Skrovan                                | 1998. október 26.    | 14,99 millió |
| 54.  | 7.  | A költözés (Moving Out)                   | Will Mackenzie   | Tucker Cawley                                | 1998. november 2.    | 14,60 millió |
| 55.  | 8.  | A cikk (The Article)                      | Will Mackenzie   | Tom Caltabiano                               | 1998. november 9.    | 15,68 millió |
| 56.  | 9.  | A magányos Barone (The Lone Barone)       | Will Mackenzie   | Tom Caltabiano és Jeremy Stevens             | 1998. november 16.   | 17,02 millió |
| 57.  | 10. | Zsírmentes ünnep (No Fat)                 | Steve Zuckerman  | Ellen Sandler és Susan Van Allen             | 1998. november 23.   | 16,41 millió |
| 58.  | 11. | A kéjlak (The Apartment)                  | Steve Zuckerman  | Kathy Ann Stumpe                             | 1998. december 7.    | 15,21 millió |
| 59.  | 12. | A kenyérpirító (The Toaster)              | Steve Zuckerman  | Philip Rosenthal                             | 1998. december 14.   | 15,89 millió |
| 60.  | 13. | Pingpong (Ping Pong)                      | Will Mackenzie   | Aaron Shure                                  | 1999. január 11.     | 17,09 millió |
| 61.  | 14. | Ray a hazug (Pants on Fire)               | Will Mackenzie   | Tucker Cawley                                | 1999. január 18.     | 18,78 millió |
| 62.  | 15. | Robert bulizik (Robert's Date)            | Will Mackenzie   | Jeremy Stevens                               | 1999. február 1.     | 18,04 millió |
| 63.  | 16. | Tisztelgés Franknek (Frank's Tribute)     | Will Mackenzie   | Eric Cohen                                   | 1999. február 8.     | 14,53 millió |
| 64.  | 17. | Hajókázás Marie-val (Cruising with Marie) | Richard Marion   | Steve Skrovan és Susan Van Allen             | 1999. február 15.    | 16,70 millió |
| 65.  | 18. | Ray egyedül (Ray Home Alone)              | Steve Zuckerman  | Tom Caltabiano & Tucker Cawley és Ray Romano | 1999. február 22.    | 15,12 millió |
| 66.  | 19. | Nagymenők (Big Shots)                     | Steve Zuckerman  | Jason Gelles és Mike Haukom                  | 1999. március 1.     | 15,39 millió |
| 67.  | 20. | Menj arrébb (Move Over)                   | Will Mackenzie   | Kathy Ann Stumpe                             | 1999. március 15.    | 18,02 millió |
| 68.  | 21. | Három nap romantika (The Getaway)         | Steve Zuckerman  | Cindy Chupack                                | 1999. április 5.     | 16,65 millió |
| 69.  | 22. | A dolgozó lány (Working Girl)             | Michael Zinberg  | Cindy Chupack és Kathy Ann Stumpe            | 1999. április 26.    | 16,46 millió |
| 70.  | 23. | Egy kis kedvesség (Be Nice)               | Steve Zuckerman  | Lew Schneider                                | 1999. május 3.       | 14,29 millió |
| 71.  | 24. | Tánc Debrával (Dancing with Debra)        | Brian K. Roberts | Aaron Shure és Steve Skrovan                 | 1999. május 10.      | 15,09 millió |
| 72.  | 25. | Robert visszaköltözik (Robert Moves Back) | Brian K. Roberts | Lew Schneider és Aaron Shure                 | 1999. május 17.      | 15,07 millió |
| 73.  | 26. | Így kezdődött (How They Met)              | Gary Halvorson   | Ray Romano és Philip Rosenthal               | 1999. május 24.      | 13,36 millió |

## 4. évad (1999-2000)
| Sor. | Év. | Cím                                                       | Rendező          | Író                                                                             | Premier              | Nézettség    |
| ---- | --- | --------------------------------------------------------- | ---------------- | ------------------------------------------------------------------------------- | -------------------- | ------------ |
| 74.  | 1.  | Dididilemma (Boob Job)                                    | Will Mackenzie   | Lew Schneider                                                                   | 1999. szeptember 20. | 18,39 millió |
| 75.  | 2.  | A konzervnyitó (The Can Opener)                           | Will Mackenzie   | Aaron Shure és Susan Van Allen                                                  | 1999. szeptember 27. | 18,17 millió |
| 76.  | 3.  | Titkos tippek (You Bet)                                   | Will Mackenzie   | Ellen Sandler és Steve Skrovan                                                  | 1999. október 4.     | 15,76 millió |
| 77.  | 4.  | Szex a lelke mindennek (Sex Talk)                         | Will Mackenzie   | Tod Himmel és Lisa K. Nelson                                                    | 1999. október 11.    | 17,72 millió |
| 78.  | 5.  | A végrendelet (The Will)                                  | Will Mackenzie   | Történet: Michael Feldman és Jennifer Crittenden Tévéjáték: Jennifer Crittenden | 1999. október 18.    | 16,73 millió |
| 79.  | 6.  | A nővér (The Sister)                                      | Will Mackenzie   | Kathy Ann Stumpe                                                                | 1999. október 25.    | 17,29 millió |
| 80.  | 7.  | Gerard kuzin (Cousin Gerard)                              | Will Mackenzie   | Jason Gelles és Mike Haukom                                                     | 1999. november 8.    | 16,15 millió |
| 81.  | 8.  | Az aerobikedző (Debra's Workout)                          | Will Mackenzie   | Tom Caltabiano & Ray Romano és Mike Royce                                       | 1999. november 15.   | 16,94 millió |
| 82.  | 9.  | Köszönöm, nem (No Thanks)                                 | Will Mackenzie   | Tucker Cawley és Jeremy Stevens                                                 | 1999. november 22.   | 17,37 millió |
| 83.  | 10. | Évvesztesek (Left Back)                                   | Will Mackenzie   | Philip Rosenthal                                                                | 1999. november 29.   | 17,72 millió |
| 84.  | 11. | A karácsonyi fotó (The Christmas Picture)                 | Will Mackenzie   | Lew Schneider                                                                   | 1999. december 13.   | 18,52 millió |
| 85.  | 12. | Mi ütött Robertba (What's with Robert?)                   | Will Mackenzie   | Cindy Chupack                                                                   | 2000. január 10.     | 20,79 millió |
| 86.  | 13. | Az iskolabusz (Bully on the Bus)                          | Will Mackenzie   | Tucker Cawley                                                                   | 2000. január 17.     | 19,01 millió |
| 87.  | 14. | A tékozló fiú (Prodigal Son)                              | Will Mackenzie   | Steve Skrovan                                                                   | 2000. január 31.     | 18,53 millió |
| 88.  | 15. | Robert rodeója (Robert's Rodeo)                           | Will Mackenzie   | Jennifer Crittenden                                                             | 2000. február 7.     | 16,15 millió |
| 89.  | 16. | Tizedik házassági évforduló (The Tenth Anniversary)       | Will Mackenzie   | Aaron Shure                                                                     | 2000. február 14.    | 17,74 millió |
| 90.  | 17. | Hackidu (Hackidu)                                         | Will Mackenzie   | Lew Schneider és Steve Skrovan                                                  | 2000. február 21.    | 17,92 millió |
| 91.  | 18. | Debra, a mesterszakács (Debra Makes Something Good)       | Will Mackenzie   | Kathy Ann Stumpe                                                                | 2000. február 28.    | 17,53 millió |
| 92.  | 19. | Marie és Frank új barátai (Marie and Frank's New Friends) | Steve Zuckerman  | Mike Royce                                                                      | 2000. március 20.    | 18,39 millió |
| 93.  | 20. | Egy kis egyedüllét (Alone Time)                           | Steve Zuckerman  | Jennifer Crittenden                                                             | 2000. április 17.    | 17,69 millió |
| 94.  | 21. | A kiállhatatlan Robert (Someone's Cranky)                 | Steve Zuckerman  | Tucker Cawley                                                                   | 2000. május 1.       | 17,13 millió |
| 95.  | 22. | A házisárkány (Bad Moon Rising)                           | David Lee        | Ray Romano és Philip Rosenthal                                                  | 2000. május 8.       | 17,12 millió |
| 96.  | 23. | A szembenézés (Confronting the Attacker)                  | Brian K. Roberts | Lew Schneider és Kathy Ann Stumpe                                               | 2000. május 15.      | 16,72 millió |
| 97.  | 24. | Robert válása (Robert's Divorce)                          | Wil Shriner      | Tucker Cawley & Jennifer Crittenden és Steve Skrovan                            | 2000. május 22.      | 18,52 millió |

## 5. évad (2000-2001)
| Sor. | Év. | Cím                                            | Rendező         | Író                                                                                  | Premier            | Nézettség    |
| ---- | --- | ---------------------------------------------- | --------------- | ------------------------------------------------------------------------------------ | ------------------ | ------------ |
| 98.  | 1.  | Olaszország 1. rész (Italy Part 1)             | Gary Halvorson  | Philip Rosenthal                                                                     | 2000. október 2.   | 22,01 millió |
| 99.  | 2.  | Olaszország 2. rész (Italy Part 2)             | Gary Halvorson  | Philip Rosenthal                                                                     | 2000. október 2.   | 22,01 millió |
| 100. | 3.  | A tapéta (Wallpaper)                           | Gary Halvorson  | Lew Schneider                                                                        | 2000. október 9.   | 19,92 millió |
| 101. | 4.  | A legjobb szándékkal (Meant to Be)             | Michael Zinberg | Jennifer Crittenden és Kathy Ann Stumpe                                              | 2000. október 16.  | 21,26 millió |
| 102. | 5.  | A kisállat-temető (Pet Cemetery)               | Ken Levine      | Steve Skrovan                                                                        | 2000. október 23.  | 19,64 millió |
| 103. | 6.  | A szerző (The Author)                          | Andy Ackerman   | Mike Royce                                                                           | 2000. október 30.  | 20,23 millió |
| 104. | 7.  | Ott az ajtó! (The Walk to the Door)            | Asaad Kelada    | Tucker Cawley                                                                        | 2000. november 6.  | 20,57 millió |
| 105. | 8.  | A kiscsaj (Young Girl)                         | Michael Zinberg | Tom Caltabiano és Aaron Shure                                                        | 2000. november 13. | 20,52 millió |
| 106. | 9.  | Pár-harc (Fighting In-Laws)                    | Michael Zinberg | Kathy Ann Stumpe                                                                     | 2000. november 20. | 21,36 millió |
| 107. | 10. | Hapci! (The Sneeze)                            | Ken Levine      | Aaron Shure és Steve Skrovan                                                         | 2000. november 27. | 19,29 millió |
| 108. | 11. | Karácsonyi ajándék (Christmas Present)         | Gary Halvorson  | Kathy Ann Stumpe                                                                     | 2000. december 11. | 21,25 millió |
| 109. | 12. | Legény a gáton (What Good Are You?)            | Ken Levine      | Jennifer Crittenden                                                                  | 2001. január 8.    | 20,28 millió |
| 110. | 13. | Szuperkupa (Super Bowl)                        | Gary Halvorson  | Történet: Joe Bolster és Ray Romano & Mike Royce Tévéjáték: Ray Romano és Mike Royce | 2001. január 29.   | 21,48 millió |
| 111. | 14. | Ray titkos naplója (Ray's Journal)             | Kenneth Shapiro | Jennifer Crittenden                                                                  | 2001. február 5.   | 21,13 millió |
| 112. | 15. | Csendestársak (Silent Partners)                | Gary Halvorson  | Tucker Cawley                                                                        | 2001. február 12.  | 18,56 millió |
| 113. | 16. | Tündérfiúk (Fairies)                           | Gary Halvorson  | Aaron Korsh                                                                          | 2001. február 19.  | 18,38 millió |
| 114. | 17. | Isten hozott, Stefania! (Stefania Arrives)     | Gary Halvorson  | Tucker Cawley és Lew Schneider                                                       | 2001. február 26.  | 18,08 millió |
| 115. | 18. | Doromboló porszívó (Humm Vac)                  | Gary Halvorson  | Lew Schneider                                                                        | 2001. március 19.  | 19,07 millió |
| 116. | 19. | A tárolódoboz (The Canister)                   | Gary Halvorson  | David Regal                                                                          | 2001. április 9.   | 18,74 millió |
| 117. | 20. | A pénznek ára van (Net Worth)                  | David Lee       | Jason Gelles és Mike Haukom                                                          | 2001. április 23.  | 17,19 millió |
| 118. | 21. | Robert és a nők (Let's Fix Robert)             | Gary Halvorson  | Jennifer Crittenden és Mike Royce                                                    | 2001. április 30.  | 17,07 millió |
| 119. | 22. | Mondd szépen: nagybácsi (Say Uncle)            | Kenneth Shapiro | Aaron Shure                                                                          | 2001. május 7.     | 18,34 millió |
| 120. | 23. | Holtomiglan, holtodiglan (Separation)          | Asaad Kelada    | Philip Rosenthal                                                                     | 2001. május 14.    | 17,22 millió |
| 121. | 24. | Frank kifesti a házat (Frank Paints the House) | David Lee       | Scott Buck                                                                           | 2001. május 21.    | 20,13 millió |
| 122. | 25. | Ally születése (Ally's Birth)                  | Jerry Zaks      | Tucker Cawley                                                                        | 2001. május 21.    | 20,13 millió |

## 6. évad (2001-2002)
| Sor. | Év. | Cím                                           | Rendező         | Író                                       | Premier              | Nézettség    |
| ---- | --- | --------------------------------------------- | --------------- | ----------------------------------------- | -------------------- | ------------ |
| 123. | 1.  | A dühös família (The Angry Family)            | Gary Halvorson  | Philip Rosenthal                          | 2001. szeptember 24. | 22,80 millió |
| 124. | 2.  | Kimaradsz a körből! (No Roll)                 | Jerry Zaks      | Aaron Shure                               | 2001. október 1.     | 22,46 millió |
| 125. | 3.  | A magányos ember (Odd Man Out)                | Jerry Zaks      | Steve Skrovan és Jeremy Stevens           | 2001. október 8.     | 21,44 millió |
| 126. | 4.  | Ray gyűrűje (Ray's Ring)                      | Kenneth Shapiro | Mike Royce                                | 2001. október 15.    | 21,63 millió |
| 127. | 5.  | Marie szobra (Marie's Sculpture)              | Randy Suhr      | Jennifer Crittenden                       | 2001. október 22.    | 21,21 millió |
| 128. | 6.  | Frankie a földszinten (Frank Goes Downstairs) | Gary Halvorson  | Jennifer Crittenden                       | 2001. október 29.    | 20,66 millió |
| 129. | 7.  | Robert féltékeny (Jealous Robert)             | Gary Halvorson  | Tom Caltabiano és Ray Romano              | 2001. november 5.    | 21,72 millió |
| 130. | 8.  | Ezt te élvezed? (It's Supposed to Be Fun)     | Gary Halvorson  | Lew Schneider                             | 2001. november 12.   | 21,99 millió |
| 131. | 9.  | Idősebb nők (Older Women)                     | Gary Halvorson  | Tucker Cawley és Philip Rosenthal         | 2001. november 19.   | 21,88 millió |
| 132. | 10. | Raybert (Raybert)                             | Gary Halvorson  | Steve Skrovan                             | 2001. november 26.   | 24,26 millió |
| 133. | 11. | Kezdőrúgás (The Kicker)                       | Gary Halvorson  | Aaron Shure                               | 2001. december 10.   | 19,30 millió |
| 134. | 12. | Ünnepi jókívánságok (Season's Greetings)      | Jerry Zaks      | Tucker Cawley                             | 2001. december 17.   | 22,20 millió |
| 135. | 13. | Zsebkendők (Tissues)                          | Jerry Zaks      | Mike Royce                                | 2002. január 7.      | 22,28 millió |
| 136. | 14. | Hóesés (Snow Day)                             | Gary Halvorson  | Kathy Ann Stumpe                          | 2002. január 14.     | 21,06 millió |
| 137. | 15. | Sütik (Cookies)                               | Gary Halvorson  | Steve Skrovan                             | 2002. január 28.     | 20,64 millió |
| 138. | 16. | A szerencseöltöny (Lucky Suit)                | Gary Halvorson  | Tucker Cawley                             | 2002. február 4.     | 20,94 millió |
| 139. | 17. | A paródia (The Skit)                          | Gary Halvorson  | Lew Schneider                             | 2002. február 25.    | 22,48 millió |
| 140. | 18. | Régi emlékek (The Breakup Tape)               | Jerry Zaks      | Tom Caltabiano és Aaron Shure             | 2002. március 4.     | 21,63 millió |
| 141. | 19. | Beszélj a lányoddal! (Talk to Your Daughter)  | Jerry Zaks      | Tucker Cawley és Ray Romano               | 2002. március 18.    | 21,24 millió |
| 142. | 20. | Szavazz Debrára! (A Vote for Debra)           | Jerry Zaks      | Lew Schneider és Steve Skrovan            | 2002. március 25.    | 22,01 millió |
| 143. | 21. | Hívj mamának! (Call Me Mom)                   | Kenneth Shapiro | George B. White III és Joe Rubin          | 2002. április 29.    | 17,55 millió |
| 144. | 22. | Anyák napja (Mother's Day)                    | Gary Halvorson  | Jennifer Crittenden                       | 2002. május 6.       | 19,46 millió |
| 145. | 23. | Nőj fel! (The Bigger Person)                  | Gary Halvorson  | Tucker Cawley és Lew Schneider            | 2002. május 13.      | 19,41 millió |
| 146. | 24. | Emlékszel az elsőre? (The First Time)         | Gary Halvorson  | Tom Caltabiano & Mike Royce és Ray Romano | 2002. május 20.      | 20,18 millió |

## 7. évad (2002-2003)
| Sor. | Év. | Cím                                               | Rendező          | Író                                               | Premier              | Nézettség    |
| ---- | --- | ------------------------------------------------- | ---------------- | ------------------------------------------------- | -------------------- | ------------ |
| 147. | 1.  | A kultusz (The Cult)                              | Kenneth Shapiro  | Philip Rosenthal és Tucker Cawley                 | 2002. szeptember 23. | 23,27 millió |
| 148. | 2.  | Tanácsadás (Counseling)                           | Kenneth Shapiro  | Mike Royce                                        | 2002. szeptember 23. | 24,04 millió |
| 149. | 3.  | A házi feladat (Homework)                         | Gary Halvorson   | Jeremy Stevens                                    | 2002. szeptember 30. | 21,96 millió |
| 150. | 4.  | A gondoskodó apa (Pet the Bunny)                  | John Fortenberry | Aaron Shure                                       | 2002. október 7.     | 19,87 millió |
| 151. | 5.  | Ki vagyok én? (Who Am I?)                         | John Fortenberry | David Regal                                       | 2002. október 14.    | 20,74 millió |
| 152. | 6.  | Robertnek pénz kell (Robert Needs Money)          | Michael Zinberg  | Tom Caltabiano                                    | 2002. október 21.    | 21,54 millió |
| 153. | 7.  | A sóhaj (The Sigh)                                | Jerry Zaks       | Steve Skrovan                                     | 2002. november 4.    | 20,41 millió |
| 154. | 8.  | Az idegesítő kölyök (The Annoying Kid)            | Jerry Zaks       | Lew Schneider                                     | 2002. november 11.   | 20,76 millió |
| 155. | 9.  | Ő az igazi (She's the One)                        | John Fortenberry | Ray Romano és Philip Rosenthal                    | 2002. november 18.   | 20,44 millió |
| 156. | 10. | Marie látása (Marie's Vision)                     | Sheldon Epps     | Jay Kogen                                         | 2002. november 25.   | 20,53 millió |
| 157. | 11. | A szándék a fontos (The Thought That Counts)      | Gary Halvorson   | Tucker Cawley                                     | 2002. december 9.    | 19,09 millió |
| 158. | 12. | Enyveskezű nagypapa (Grandpa Steals)              | Jerry Zaks       | Lew Schneider                                     | 2003. január 6.      | 19,71 millió |
| 159. | 13. | Utáljuk Raymondot (Somebody Hates Raymond)        | Jerry Zaks       | Steve Skrovan                                     | 2003. január 27.     | 17,20 millió |
| 160. | 14. | Puszta formalitás (Just a Formality)              | Gary Halvorson   | Philip Rosenthal és Steve Skrovan                 | 2003. február 3.     | 20,35 millió |
| 161. | 15. | A szigorú apa (The Disciplinarian)                | Jerry Zaks       | Mike Royce                                        | 2003. február 10.    | 18,05 millió |
| 162. | 16. | Önkéntes önkéntesség (Sweet Charity)              | Jerry Zaks       | Aaron Shure                                       | 2003. február 17.    | 17,46 millió |
| 163. | 17. | A lányos szülők (Meeting the Parents)             | Jerry Zaks       | Mike Royce és Lew Schneider                       | 2003. február 24.    | 22,20 millió |
| 164. | 18. | A terv (The Plan)                                 | Jerry Zaks       | Tucker Cawley                                     | 2003. március 10.    | 19,48 millió |
| 165. | 19. | Pizsamaparti Peggynél (Sleepover at Peggy's)      | Gary Halvorson   | Joe Rubin és George B. White III                  | 2003. március 31.    | 18,65 millió |
| 166. | 20. | Ki a következő? (Who's Next?)                     | Gary Halvorson   | Történet: Miriam Trogdon Tévéjáték: Steve Skrovan | 2003. április 14.    | 17,72 millió |
| 167. | 21. | Az esküvői csokor (The Shower)                    | Jerry Zaks       | Leslie Caveny                                     | 2003. április 28.    | 17,93 millió |
| 168. | 22. | Csomagok (Baggage)                                | Gary Halvorson   | Tucker Cawley                                     | 2003. május 5.       | 19,59 millió |
| 169. | 23. | A legénybúcsú (The Bachelor Party)                | Gary Halvorson   | Tom Caltabiano & Ray Romano és Mike Royce         | 2003. május 12.      | 18,71 millió |
| 170. | 24. | Robert esküvője 1. rész (Robert's Wedding Part 1) | Jerry Zaks       | Philip Rosenthal                                  | 2003. május 19.      | 22,68 millió |
| 171. | 25. | Robert esküvője 2. rész (Robert's Wedding Part 2) | Jerry Zaks       | Philip Rosenthal                                  | 2003. május 19.      | 22,68 millió |

## 8. évad (2003-2004)
| Sor. | Év. | Cím                                              | Rendező          | Író                                                                                | Premier              | Nézettség    |
| ---- | --- | ------------------------------------------------ | ---------------- | ---------------------------------------------------------------------------------- | -------------------- | ------------ |
| 172. | 1.  | Móka Debrával (Fun with Debra)                   | Gary Halvorson   | Mike Scully                                                                        | 2003. szeptember 22. | 20,63 millió |
| 173. | 2.  | Köszönöm a megjegyzéseket (Thank You Notes)      | Kenneth Shapiro  | Philip Rosenthal                                                                   | 2003. szeptember 29. | 20,47 millió |
| 174. | 3.  | Haza érni a suliból (Home From School)           | Kenneth Shapiro  | Steve Skrovan                                                                      | 2003. október 6.     | 18,04 millió |
| 175. | 4.  | Csőstül jön a baj (Misery Loves Company)         | Gary Halvorson   | Aaron Shure                                                                        | 2003. október 13.    | 18,18 millió |
| 176. | 5.  | A vállalkozó (The Contractor)                    | Gary Halvorson   | Mike Royce                                                                         | 2003. október 20.    | 18,02 millió |
| 177. | 6.  | Peter a kanapén (Peter on the Couch)             | Gary Halvorson   | Steven James Meyer                                                                 | 2003. november 3.    | 18,62 millió |
| 178. | 7.  | Hazudozók (Liars)                                | Kenneth Shapiro  | Tucker Cawley                                                                      | 2003. november 10.   | 19,25 millió |
| 179. | 8.  | A meglepetés buli (The Surprise Party)           | Jerry Zaks       | Lew Schneider                                                                      | 2003. november 17.   | 19,44 millió |
| 180. | 9.  | A madár (The Bird)                               | Kenneth Shapiro  | Tucker Cawley & Mike Royce és Jeremy Stevens                                       | 2003. november 24.   | 19,15 millió |
| 181. | 10. | Jazz Records (Jazz Records)                      | Gary Halvorson   | Tom Caltabiano                                                                     | 2003. december 15.   | 18,05 millió |
| 182. | 11. | Debra a páholyban (Debra at the Lodge)           | Gary Halvorson   | Lew Schneider                                                                      | 2004. január 5.      | 19,10 millió |
| 183. | 12. | A rabszolga (Slave)                              | Jerry Zaks       | Leslie Caveny                                                                      | 2004. január 12.     | 19,33 millió |
| 184. | 13. | Kinek az oldalán állsz? (Whose Side Are You On?) | Kenneth Shapiro  | Mike Royce                                                                         | 2004. február 2.     | 18,80 millió |
| 185. | 14. | Késés (Lateness)                                 | Jerry Zaks       | Steve Skrovan                                                                      | 2004. február 9.     | 17,58 millió |
| 186. | 15. | A parti ruci (Party Dress)                       | Kenneth Shapiro  | Mike Scully                                                                        | 2004. február 16.    | 19,80 millió |
| 187. | 16. | Biztonság (Security)                             | Gary Halvorson   | Tucker Cawley                                                                      | 2004. február 23.    | 17,80 millió |
| 188. | 17. | A hálátlan (The Ingrate)                         | Gary Halvorson   | Aaron Shure                                                                        | 2004. március 1.     | 17,79 millió |
| 189. | 18. | Őrült Chin (Crazy Chin)                          | Gary Halvorson   | Történet: Adam Lorenzo Tévéjáték: Tom Caltabiano és Mike Royce                     | 2004. március 22.    | 18,04 millió |
| 190. | 19. | A szép beszéd (The Nice Talk)                    | Brian K. Roberts | Steve Skrovan és Aaron Shure                                                       | 2004. április 19.    | 16,08 millió |
| 191. | 20. | Blablaszták (Blabbermouths)                      | Gary Halvorson   | Történet: Susan Van Allen Tévéjáték: Leslie Caveny & Jeremy Stevens és Mike Scully | 2004. május 3.       | 17,27 millió |
| 192. | 21. | A model (The Model)                              | Gary Halvorson   | Leslie Caveny                                                                      | 2004. május 10.      | 16,93 millió |
| 193. | 22. | A mentor (The Mentor)                            | Gary Halvorson   | Tod Himmel                                                                         | 2004. május 17.      | 16,07 millió |
| 194. | 23. | Golf érte (Golf for It)                          | Gary Halvorson   | Tom Caltabiano & Tucker Cawley és Mike Royce                                       | 2004. május 24.      | 18,33 millió |

## 9. évad (2004-2005)
| Sor. | Év. | Cím                                    | Rendező          | Író | Premier              | Nézettség    |
| ---- | --- | -------------------------------------- | ---------------- | --- | -------------------- | ------------ |
| 195. | 1.  | Az otthon (The Home)                   | Kenneth Shapiro  | Tucker Cawley és Jeremy Stevens | 2004. szeptember 20. | 17,99 millió |
| 196. | 2.  | Ne túl gyorsan (Not So Fast)           | Gary Halvorson   | Philip Rosenthal és Mike Royce | 2004. szeptember 27. | 18,69 millió |
| 197. | 3.  | Dühös szex (Angry Sex)                 | Kenneth Shapiro  | Ray Romano & Lew Schneider és Mike Scully | 2004. október 4.     | 17,35 millió |
| 198. | 4.  | P.T. & A. (P.T. & A.)                  | Kenneth Shapiro  | Tom Caltabiano | 2004. október 11.    | 17,97 millió |
| 199. | 5.  | Ally F-je (Ally's F)                   | Kenneth Shapiro  | Steve Skrovan | 2004. október 18.    | 16,71 millió |
| 200. | 6.  | Fiúterápia (Boys' Therapy)             | Kenneth Shapiro  | Philip Rosenthal | 2004. november 15.   | 17,80 millió |
| 201. | 7.  | Debra szülei (Debra's Parents)         | Gary Halvorson   | Leslie Caveny | 2004. november 22.   | 18,54 millió |
| 202. | 8.  | Egy állás Robertnek (A Job for Robert) | Gary Halvorson   | Steven James Meyer | 2004. november 29.   | 18,71 millió |
| 203. | 9.  | Peter randevúzik (A Date for Peter)    | Brian K. Roberts | Mike Royce | 2005. január 3.      | 18,84 millió |
| 204. | 10. | Szívesség (Favors)                     | Gary Halvorson   | Aaron Shure | 2005. január 17.     | 19,25 millió |
| 205. | 11. | Az indiszkréció (The Faux Pas)         | Gary Halvorson   | Lew Schneider | 2005. február 7.     | 17,49 millió |
| 206. | 12. | Ízléstelen Frank (Tasteless Frank)     | Gary Halvorson   | Leslie Caveny és Steve Skrovan | 2005. február 14.    | 17,18 millió |
| 207. | 13. | A sógornő (Sister-in-Law)              | Gary Halvorson   | Tucker Cawley & Mike Royce & Tim Peach és Frank Pines                                                                                               | 2005. április 18.    | 16,96 millió |
| 208. | 14. | A nem ereje (The Power of No)          | Andy Ackerman    | Tucker Cawley és Aaron Shure | 2005. május 2.       | 19,42 millió |
| 209. | 15. | Pat titka (Pat's Secret)               | Gary Halvorson   | Tucker Cawley | 2005. május 9.       | 19,79 millió |
| 210. | 16. | A finálé (The Finale)                  | Gary Halvorson   | Philip Rosenthal, Ray Romano, Tucker Cawley, Lew Schneider, Steve Skrovan, Jeremy Stevens, Mike Royce, Aaron Shure, Tom Caltabiano és Leslie Caveny | 2005. május 16.      | 32,94 millió |

## Fordítás
- Ez a szócikk részben vagy egészben  a   List_of_Everybody_Loves_Raymond_episodes című angol Wikipédia-szócikk ezen változatának fordításán alapul.  Az eredeti cikk szerkesztőit annak laptörténete sorolja fel. Ez a jelzés csupán a megfogalmazás eredetét és a szerzői jogokat jelzi, nem szolgál a cikkben szereplő információk forrásmegjelöléseként.